# Bullowanthura kensleyi
Bullowanthura kensleyi is een pissebed uit de familie Leptanthuridae. De wetenschappelijke naam van de soort is voor het eerst geldig gepubliceerd in 2005 door Negoescu.